# Краснова, Нина Петровна
Ни́на Петро́вна Красно́ва (род. 15 марта 1950 года) — русская поэтесса. Член Союза писателей СССР.
```
Я не москвичка и, увы,
Хотя к Москве привязана,
Сегодня утром из Москвы
Уехать я обязана.

Уже билет обратный взят
И чемоданы собраны.
Афиши новые висят
На месте тех, что сорваны.

Я не москвичка и, увы,
Полна своей обидою,
Иду по улицам Москвы
И москвичам завидую.

Любуюсь князем на коне
И каждой подворотнею.
Москва, Москва, так жалко мне,
Что я — иногородняя.
```

## Биография
Нина Краснова родилась 15 марта 1950 года в Рязани в семье служащих. В 17 лет стала печататься в газете «Рязанский комсомолец». По окончании средней школы работала в пионерском лагере — вожатой, руководителем кукольного кружка.

С 1968 по 1971 год — литературным сотрудником в районной газете «Ленинский путь».
В 1971 году «по лимиту» приехала в Москву и год отработала пекарем-выборщиком на Московском хлебозаводе № 6.

В 1972 году поступила на дневное отделение поэзии Литературного института им. А. М. Горького, который окончила в 1977 году. Занималась в творческом семинаре Е. Долматовского и В. Милькова.

В 1978 году Нина Краснова вернулась в Рязань, где некоторое время была руководителем литературного объединения «Рязанские родники», затем работала самостоятельно.

В 1979 году опубликовала первую книгу стихов — «Разбег». Затем последовали её книги «Такие красные цветы», «Потерянное кольцо», «Плач по рекам» и др.

С 1980 года — член Союза писателей СССР.

Печаталась в журналах «Москва», «Юность», «Новый мир», «Дети Ра», «Октябрь», «Дружба народов», «Зинзивер», «Крокодил», «Время и мы», «Студенческий меридиан», «Молодёжная эстрада», «Форум», «Библиотекарь», «Про любовь и не только», «Родина», «Наша улица»; в альманахах «Поэзия», «День поэзии», «Истоки», «Кольцо А», «Литературная Рязань», «Утро», а также в газетной периодике.
Стихи Нины Петровны Красновой публиковались за рубежом в переводе на английский, арабский, болгарский, венгерский, испанский , итальянский, китайский, румынский, польский, немецкий, норвежский, чешский языки.
С 1992 года проживает в Москве. Член Союза российских писателей, Союза писателей Москвы и Союза писателей XXI века.

## Творчество
Что отличает художника настоящего от не художника? 
У Нины Красновой искусство выше личного. Мы иногда путаем искусство художника и что-то другое.
А у неё дар таков, и, между прочим, прошу заметить, это было и у Владимира Высоцкого,
дар её таков — что он выше суеты, выше возни...
— Валерий Золотухин